# Zamperla

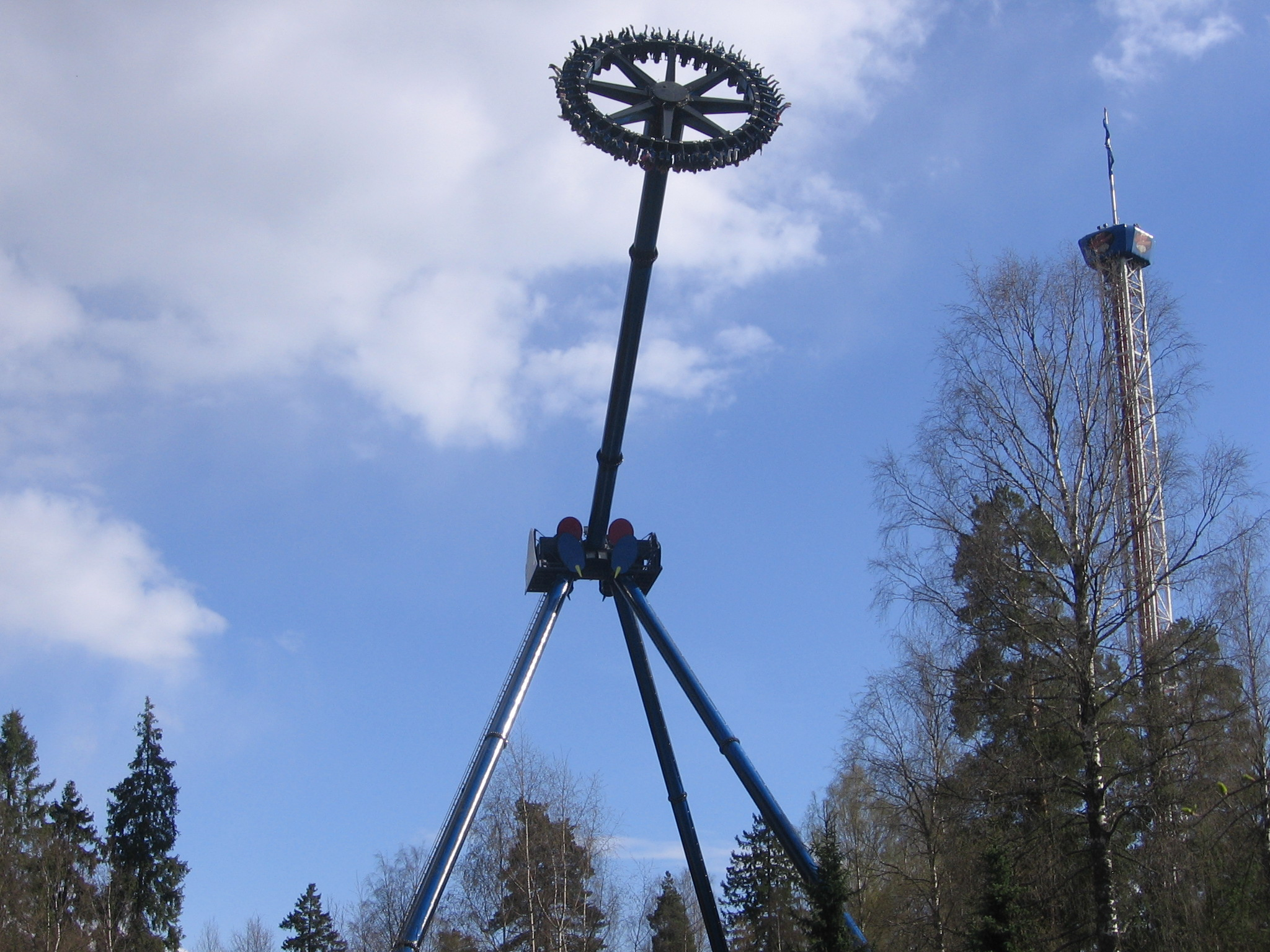
Model: Giant Discovery - SpinSpider in Tusenfryd, Noorwegen.

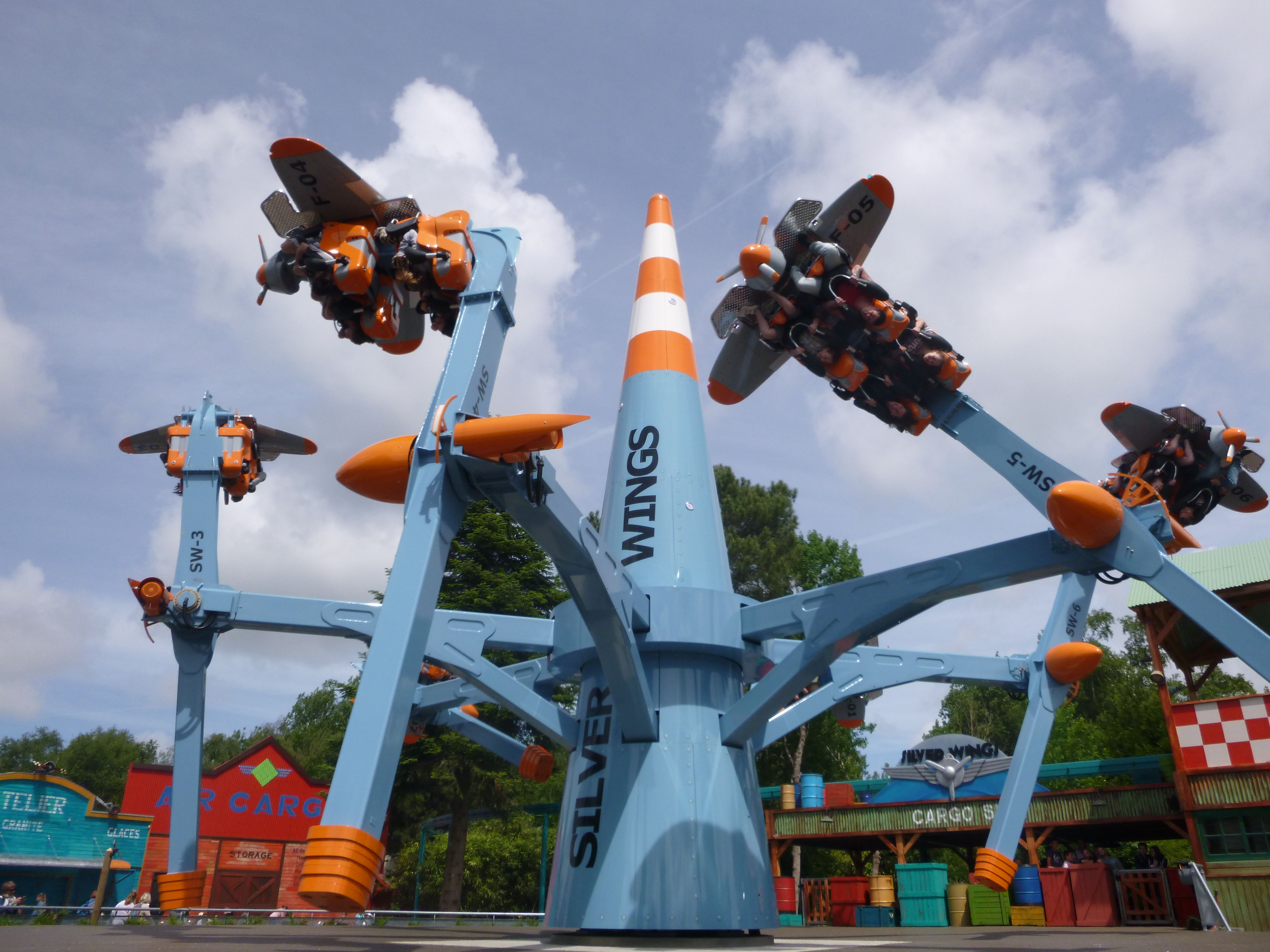
Model: Silver Wings - Air Race in Bagatelle, Frankrijk.

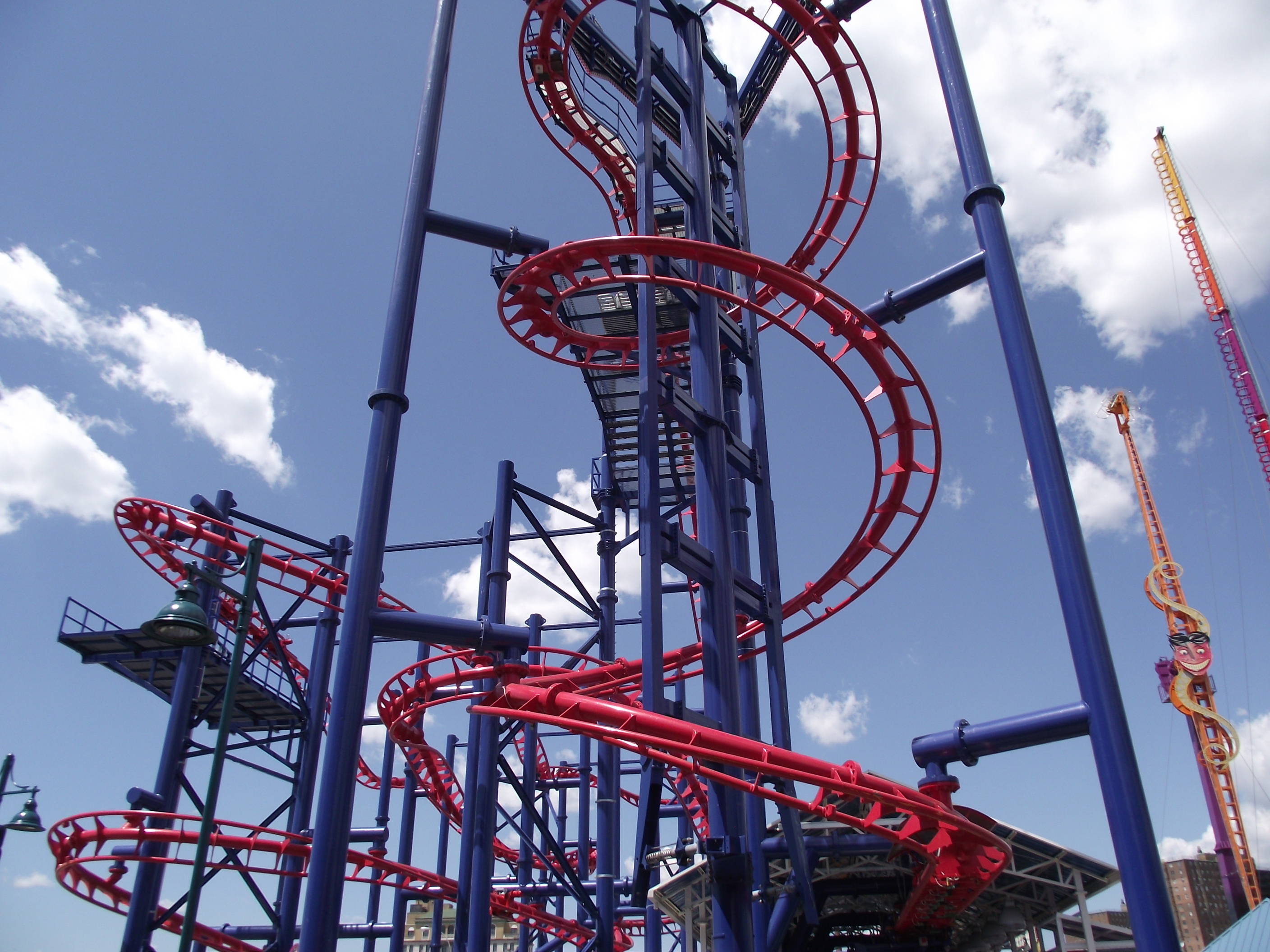
Achtbaanmodel: Volare 391 m - Soarin' Eagle, Luna Park, Coney Island USA.

Zamperla Rides is een ontwerper en fabrikant van attracties, gevestigd in 1966 in Vicenza, Italië. Zamperla is tevens eigenaar van het attractiepark Luna Park in New York.
Andere bedrijven zoals Intamin AG, Vekoma en Bolliger & Mabillard richten zich vooral op grote, snelle achtbanen. Zamperla concentreert zich vooral op familie-attracties die makkelijk in massaproductie gemaakt kunnen worden, en makkelijk afgebroken en verplaatst kunnen worden.

## Voorbeelden van attracties
| Attractie                 | Voorbeeld                                                  |
| ------------------------- | ---------------------------------------------------------- |
| Demolition Derby          | Cars Quatre Roues Rallye, Walt Disney Studios Park         |
| Reuzenrad                 | Chuck Wagon, Attractiepark Slagharen                       |
| Polyp                     | Los Sombreros, Walibi Holland                              |
| Junior Railway            | Foghorn Leghorn's Barnyard Railway, Six Flags Fiesta Texas |
| Theekopjesattractie       | Kinderstein, Six Flags Fiesta Texas                        |
| Crazy Bus                 | Daffy's School Bus Express, Six Flags Fiesta Texas         |
| Lolly Swing               | Taz's Tornado, Six Flags Fiesta Texas                      |
| Disk'O Coaster            | De Grote Golf, Plopsaland De Panne                         |
| Mega Disk-O               | Drakennest, Avonturenpark Hellendoorn                      |
| Rockin' Tug               | Fogg's Trouble, Attractiepark Slagharen                    |
| Draaimolen met armen      | Magic Bikes, Attractiepark Slagharen                       |
| Air Race (spin 'n puke)   | Aquila Air Race, Tivoli                                    |
| Giant Discovery (frisbee) | Svend Svingarm, BonBon-Land                                |

## Achtbaanmodellen
Zamperla heeft een aantal achtbanenmodellen die over de hele wereld voorkomen. Vooral de Powered Coaster, Family Coaster en Twister Coaster zijn modellen die veel zijn gebouwd.
| Model               | Varianten | Voorbeeld                                                     |
| ------------------- | --- | ------------------------------------------------------------- |
| Air Force           | 5 Custom | Turbulencia, Parque de Atracciones de Madrid                  |
| Compact Spinning    | 53 m 123 m | HuriHuri, TusenFryd                                           |
| Family Coaster      | Gravity 80STD Lift&Launch Thrill                                                                                  | Road Runner Railway, Six Flags Great Adventure                |
| Galaxy              | Large Small | Jungle Flying / 谷木飞艇, Suzhou Amusement Land               |
| Gravity Motocoaster | 552 m Custom | Dinosaur Mountain / 飞越恐龙山, China Dinosaurs Park          |
| Junior Coaster      | J2SK 143m J2SK 200 m J2SK 277 m J2SK 400 m Combo                                                                  | Eat my Dust, Walibi Holland                                   |
| Mini Mouse          | - | Tuff-Tuff Tåget, Gröna Lund                                   |
| Moto Coaster        | 364 m Custom | MotoGee, Särkänniemi                                          |
| Multidimensional    | Factory Coaster Nineinverted                                                                                      | Puss In Boots' Giant Journey, Universal Studios Singapore     |
| Powered Coaster     | Combo Combo (variant) Custom Dragon Layout 10 Mine Train Coaster Mini Mine Coster Single Helix Tornado Twin Helix | Dragón, Neverland Park                                        |
| Speedy Coaster      | - | Jungle Coaster, Adventure World / عالم المغامرات              |
| Thunderbold         | Layout 01 Layout 02 Layout 03 Layout 04                                                                           | Relámpago, Mundo Petapa                                       |
| Twister Coaster     | 420STD Compact Custom Freeform Junior Super                                                                       | Tom and Jerry Swiss Cheese Spin, Warner Bros. World Abu Dhabi |
| Volare              | 391 m Custom | Volare, Wiener Prater                                         |
| Windstorm           | - | Wild West Express, Adventure Park USA                         |
| Zig Zag Coaster     | 270 m Custom | Toboggan Nordique, La Ronde                                   |